# Johannes Skagius
Johannes Skagius (ur. 10 lutego 1995) – szwedzki pływak, specjalizujący się głównie w stylu klasycznym.
Srebrny medalista letniej uniwersjady z Tajpej w 2017 roku na dystansie 50 metrów stylem klasycznym. Wicemistrz Europy juniorów z Antwerpii (2012) na 100 m stylem klasycznym i brązowy medalista na 50 m tym stylem.